# Reteplasa
Reteplase, cuyos nombres comerciales incluye Retavase, es un medicamento trombolítico utilizado principalmente para tratar ataques cardíacos .  Este medicamento también puede utilizarse para tratar ciertas embolias pulmonares .  Este medicamento se administra mediante inyección en una vena. 
Los efectos secundarios de este medicamento incluyen sangrado;  otros efectos secundarios pueden incluir reacciones alérgicas y embolia de colesterol .  La seguridad de este medicamento durante el embarazo no está clara.  Es una forma proteica recombinante del activador del plasminógeno tisular humano. 
Este medicamento  fue aprobado para uso médico en los Estados Unidos y Europa en 1996.   En Estados Unidos costaba alrededor de 3.600 dólares por dosis en 2021. 